# Федір Іванович (князь стародубський)
Федір Іванович (1330) — удільський князь стародубський з 1315 року, син стародубського князя Івана Михайловича. Деканонізований в РПЦ.

## Біографія
Федір Іванович, на прізвисько Благовірний, в 1330 році був убитий в Орді; це єдиний факт його життя, який згадується в літописах, а саме в Никонівському, який обмежується констатацією цього факту і обходить повним мовчанням причини вбивства і обставини які супроводжували його. А. Екземплярський висловлює припущення, що загибель в Орді Федора Івановича, як і ряду інших сучасних йому князів, відбулася «по думі» Івана Калити, який близько того часу почав сильно тіснити удільних князів і приносити на багатьох з них "изветы" татарському хану.
З іншого боку, прозвання Федора Івановича Благовірним дає деяку підставу думати, що він загинув за віру. Втім, деякі родоводи називають його Неблаговерным, що піддає сумніву тільки що зазначене припущення.

## Шлюб і діти
Мав трьох синів:
- Дмитро (пом. 1354), князь Стародубський з 1330
- Іван (пом. 1363), князь Стародубський з 1354
- Андрій (пом. після 1380), князь Стародубський з 1363